# رباطية إهليلجية
الرباطية الإهليلجية نوع نباتي يتبع جنس الرباطية من الفصيلة المسكية.

## البيئة والانتشار
يتواجد هذا النبات في غرب الولايات المتحدة من ولاية واشنطن شمالاً إلى كاليفورنيا جنوباً.

## الوصف النباتي
الأوراق بسيطة إهليلجية متقابلة. النورة الزهرية سنمة طرفية الأزهار بيضاء مصفرة.